# Calcio Castel San Pietro Terme 1997-1998
Questa voce raccoglie le informazioni riguardanti il Calcio Castel San Pietro Terme nelle competizioni ufficiali della stagione 1997-1998.

## Rosa
| N. |                   | Ruolo | Calciatore           |
| -- | ----------------- | ----- | -------------------- |
|    | Italia (bandiera) | C     | Giuseppe Angelini    |
|    | Italia (bandiera) | C     | Pierpaolo Barnabà    |
|    | Italia (bandiera) | C     | Gianluigi Baroncini  |
|    | Italia (bandiera) | C     | Nicola Cancelli      |
|    | Italia (bandiera) | D     | Filippo Cervato      |
|    | Italia (bandiera) | P     | Marco Dirani         |
|    | Italia (bandiera) | P     | Fabio Finucci        |
|    | Italia (bandiera) | D     | Andrea Fiumana       |
|    | Italia (bandiera) | C     | Marco Francabandiera |
|    | Italia (bandiera) | A     | Federico Gastasini   |
|    | Italia (bandiera) | A     | Federico Lauria      |

| N. |                   | Ruolo | Calciatore          |
| -- | ----------------- | ----- | ------------------- |
|    | Italia (bandiera) | D     | Luca Locatelli      |
|    | Italia (bandiera) | D     | Marco Menghi        |
|    | Italia (bandiera) | D     | Marino Mengoli      |
|    | Italia (bandiera) | C     | Fabio Novelli       |
|    | Italia (bandiera) | A     | Michele Padolecchia |
|    | Italia (bandiera) | D     | Andrea Ramponi      |
|    | Italia (bandiera) | C     | Paolo Sacchetti     |
|    | Italia (bandiera) | D     | Lorenzo Scarpa      |
|    | Italia (bandiera) |       | Sonnu               |
|    | Italia (bandiera) | A     | Pasquale Traini     |
|    | Italia (bandiera) | C     | Simone Viroli       |